# Rezerwat przyrody Skarpy Ślesińskie
Rezerwat przyrody Skarpy Ślesińskie – rezerwat florystyczny o powierzchni 13,82 ha, położony w województwie kujawsko-pomorskim, powiecie nakielskim, gminie Nakło nad Notecią.

## Lokalizacja

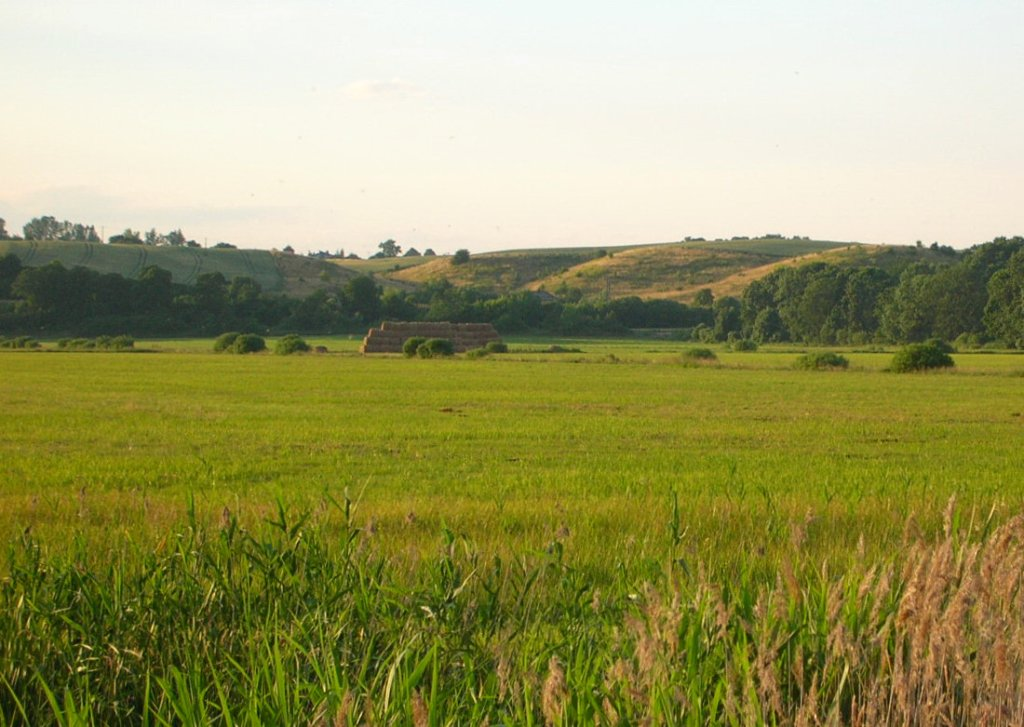
Widok od strony Pradoliny Toruńsko-Eberswaldzkiej

Pod względem fizycznogeograficznym rezerwat znajduje się na styku mezoregionów: Pojezierza Krajeńskiego (314.69) i Kotliny Toruńskiej (315.25). 
Zajmuje on północne zbocze Pradoliny Toruńsko-Eberswaldzkiej o interesującej rzeźbie terenu.
Rezerwat składa się z dwóch osobnych płatów i znajduje się ok. 600 m na południe od drogi krajowej nr 10, między miejscowościami Trzeciewnica i Ślesin.
Rezerwat jest położony w obrębie korytarza ekologicznego włączonego do sieci Natura 2000: Doliny Noteci (OZW).

## Charakterystyka
Rezerwat utworzono dla zachowania stanowiska reliktowej flory kserotermicznej z licznymi gatunkami chronionymi i rzadkimi wraz z występującymi tu zbiorowiskami o charakterze stepowym. W umiarkowanym klimacie Polski tego typu zbiorowiska są wyjątkowo rzadkie. Powstają jedynie w szczególnych warunkach, zwykle na dobrze nasłonecznionych zboczach, o ekspozycji południowej.
Z uwagi na położenie w strefie zboczowej wysoczyzny morenowej Pojezierza Krajeńskiego, rezerwat posiada wysokie walory nie tylko przyrodnicze, lecz również krajobrazowe.
Zbocza powstały przez ścięcie wysoczyzny, ok. 1830 r. podczas budowy linii kolejowej Bydgoszcz–Piła. Dominują tu gleby gliniaste o dużej zawartości węglanu wapnia. Na odlesionych, nasłonecznionych zboczach, doskonałe siedliska znalazły zbiorowiska kserotermiczne z taką roślinnością jak: miłek wiosenny, ostnica Jana, zawilec wielkokwiatowy, sasanka łąkowa, dzwonek syberyjski, wężymord stepowy, rutewka mniejsza, szałwia łąkowa, aster gawędka.
Szczególnie atrakcyjnie zbocza rezerwatu prezentują się wczesną wiosną, kiedy obficie kwitnie miłek wiosenny oraz efektownie wyglądają łany rzadkiego i chronionego gatunku ostnicy Jana.
W strefie zboczowej znajdują się zatorfione dolinki, które zajmują łąki. Tam też rośnie kilka kęp rzadkiego pełnika europejskiego. Zachodnie i wschodnie zbocza dolinek i parowów porastają zbiorowiska zaroślowe z udziałem leszczyny, głogów, trzmieliny, bzu czarnego, kaliny koralowej oraz grusz.

## Szlak rezerwatów
Wzdłuż Pradoliny Toruńsko-Eberswaldzkiej, a zwłaszcza jej północnej krawędzi, między Bydgoszczą a Wyrzyskiem, znajduje się ciąg rezerwatów nadnoteckich. Począwszy od Bydgoszczy, można zwiedzić następujące rezerwaty: 
1. Kruszyn (leśny),
2. Hedera (florystyczny),
3. Las Minikowski (leśny),
4. Łąki Ślesińskie (florystyczny, ornitologiczny),
5. Skarpy Ślesińskie
6. Borek (leśny),
7. Zielona Góra (leśny).